# San Nicolò Gerrei
San Nicolò Gerrei é uma comuna italiana da região da Sardenha, na província da Sardenha do Sul, com  cerca de 976 habitantes. Estende-se por uma área de 62 km², tendo uma densidade populacional de 16 hab/km². Faz fronteira com Armungia, Ballao, Dolianova, San Basilio, Sant'Andrea Frius, Silius, Villasalto.

## Demografia
| Variação demográfica do município entre 1861 e 2011                               |
|                                                                                   |
| Fonte: Istituto Nazionale di Statistica (ISTAT) - Elaboração gráfica da Wikipedia |